# Myrmarachne kochi
Myrmarachne kochi este o specie de păianjeni din genul Myrmarachne, familia Salticidae, descrisă de Eduard Reimoser în anul 1925. Conform Catalogue of Life specia Myrmarachne kochi nu are subspecii cunoscute.